# Eusèbe de Nantes
Eusèbe de Nantes (en latin Eusebius Nanneticus) était un historien de l'Antiquité tardive, qui vécut à la fin du IIIe siècle et au IVe siècle et écrivait en grec à la manière d'Hérodote. Il nous est connu par deux fragments dont l'un raconte le siège de la ville de Tours par des Germains dans les années 260-270. Il est possible qu'il ait été lié à la famille d'Ausone.